# Joseph Florimond Loubat

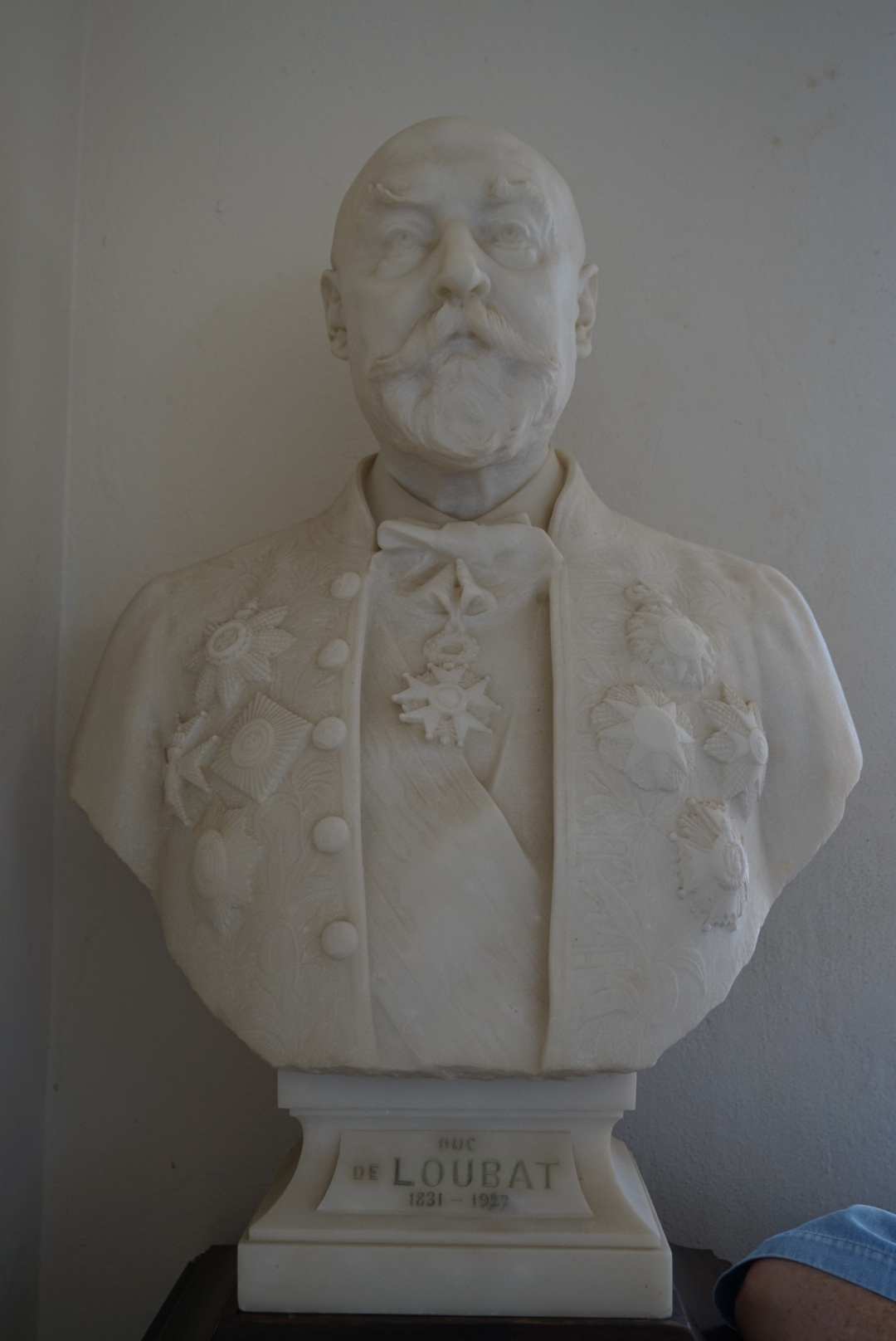
Duc de Loubat

Joseph Florimond Loubat, född 31 januari 1831, död 1 mars 1927, var en amerikansk mecenat.
Loubat, som 1858-65 var anställd vid Württembergs legation i Paris, utnämndes 1893 av påven Leo XIII till hertig. Han donerade bland annat medel till lärostolar i amerikanistik vid universiteten i Berlin, Paris, New York och skänkte 1889 till Vitterhetsakademin 20 000 kronor, varav räntan vart femte år skulle utdelas för ett arbete över USA:s etnografi, arkeologi, historia eller numismatik, det Loubatska priset.